# Austrobasidium
Austrobasidium — рід грибів родини Exobasidiaceae. Назва вперше опублікована 2006 року.

## Класифікація
До роду Austrobasidium відносять 1 вид:
- Austrobasidium pehueldeni.

## Поширення
Знайдений на стеблах Hydrangea serratifolia в регіоні Арауканія, Чилі.